# Magyar Állam (napilap)
A Magyar Állam magyar egyházpolitikai napilap volt 1868 és 1908 között. Az ellenzéki  Magyar Állam  nagy ellenfele az egyébként szintén konzervatív, katolikus és antiszemita Magyar Korona című folyóirat volt.

## Története
Előzménye az Idők Tanuja című napilap volt, amely 1860. január 2. és 1868. december 14. között jelent meg Pesten. Vasár- és ünnepnapok kivételével naponta kiadták. Felelős szerkesztője és a kiadó tulajdonosa Lonkay Antal volt, fő munkatársa pedig Garay Alajos.
Wodianer F. majd Poldini Gyula és Noseda Gyula nyomdájában készült.

### A Magyar Állam
A Magyar Állam  1868. december 16-án indult,  amikor az Idők Tanuja egyesült a Pesti Hírnökkel.  Szerkesztette előbb Jósika Kálmán báró, 1870. május 1-jétől Lonkay Antal, 1872-től Jósika Kálmán báró, majd 1877. áprilistól haláláig (1888. augusztus 29.) ismét Lonkay Antal. Ezt követően Komóczy Lajos szerkesztette a lapot 1890. január 20-ig; őt Szemnecz Emil követte. Lonkay halála után Hortoványi József dr. volt a főszerkesztő.  Kiadói voltak előbb Török János és Lonkay Antal, 1873-tól maga Lonkay és halála után Lonkay Antalné örökösei. Megjelent hetenként hatszor nagy ívrét alakú egy, néha másfél íven, a Szépirodalmi Kert című heti melléklappal, Budapesten. 1908. december 13-án szűnt meg.

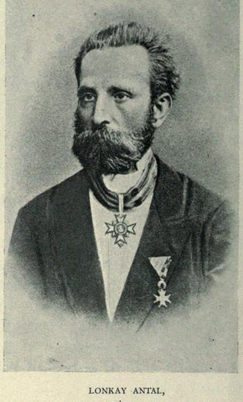
Lonkay Antal
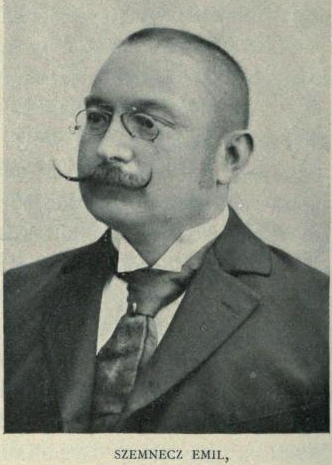
Szemnecz Emil
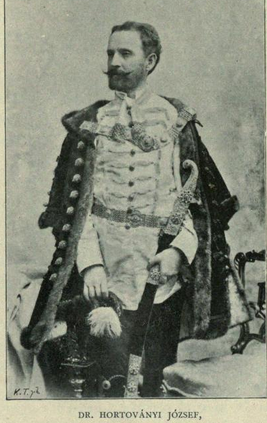
Hortoványi József